# Colibrí magenta
El colibrí magenta (Philodice bryantae) és una espècie d'ocell de la família dels troquílids (Trochilidae), fins fa po inclòs a Calliphlox.

## Taxonomia
Aquesta espècie era inclosa fins fa poc al gènere Calliphlox però treballs recents van propiciar la ubicació al recuperat Philodice Mulsant, Verreaux, J et Verreaux, É, 1866.

## Hàbitat i distribució
Habita clars del bosc, àrees de matolls i pastures de les terres altes de Costa Rica i oest de Panamà.